# Aulacocyclus rouxi
Aulacocyclus rouxi is een keversoort uit de familie Passalidae. De wetenschappelijke naam van de soort is voor het eerst geldig gepubliceerd in 1916 door Heller.